# مریون هریس
مریون هریس (به انگلیسی: Marion Harris) (۴ آوریل ۱۸۹۶ - ۲۳ آوریل ۱۹۴۴) از خوانندگان محبوب آمریکایی دههٔ ۱۹۲۰ بود.
مریون هریس نخستین خواننده سفیدپوست بود که در سطح جامعه به عنوان خواننده در سبک‌های جاز و بلوز معروف شد.
مریون با نام شناسنامه‌ای مری الن هریسون، به احتمال زیاد در ایالات ایندیانا به‌دنیا آمد. او نخست در حدود سال ۱۹۱۴ در نمایش‌های سبک وودویل و سینماهای شیکاگو ایفای نقش کرد و پس از آن ورنون کسل، از رقصندگان برجسته، او را به جامعه تئاتر نیویورک معرفی کرد. در آن‌جا مریون هریس نخستین ظهور خود را در جُنگ نمایشی ترانه‌نویس معروف، ایروینگ برلین، که «بایست! نگاه کن! گوش کن!» نام داشت تجربه کرد.